# Arbeitsbewältigungsindex
Der Arbeitsbewältigungsindex (ABI, englisch: Work Ability Index – WAI) dient der Beurteilung der individuellen Arbeitsfähigkeit einer Person in einer bestimmten Tätigkeit. Das Instrument berücksichtigt vor allem die subjektive Einschätzung der befragten Person. Das Ergebnis zeigt an, wie dringend insgesamt Maßnahmen in den Bereichen individuelle Gesundheit, Kompetenz/Wissen des Beschäftigten, Arbeitsumgebung und Führung/Management erforderlich sind.
Der Arbeitsbewältigungsindex wurde in den 1980er Jahren von einem interdisziplinären Team aus Arbeitsmedizinern, Psychologen und Sportwissenschaftlern am Finnish Institute of Occupational Health entwickelt und mittlerweile in etwa 25 Sprachen übersetzt. Er wird weltweit (Europa, Australien, Nord- und Südamerika) sowohl in der betriebsärztlichen Arbeit als auch in Forschungsprojekten eingesetzt.
Der ABI erfasst die individuelle Beanspruchung sowie Beanspruchungsfolgen (emotionale Reaktion, Kranktage) einer beschäftigten Person. Der Fragenkatalog stellt keinen direkten Bezug zu den aus den vorhandenen Arbeitsbedingungen resultierenden Belastungen her.
Während der mit dem ABI ermittelte Indexwert nur anzeigt, ob Handlungsbedarf besteht, versucht das „work ability concept“, aus den Ergebnissen auch die Art eventuell erforderlicher Maßnahmen abzuleiten. Es berücksichtigt die folgenden Handlungsfelder: 1. Gesundheit & funktionelle Kapazität, 2. professionelle Kompetenz, 3. Arbeitsbedingungen (Ergonomie und Sicherheit), 4. Führung & Zusammenarbeit, dazu das soziale Umfeld und die strukturellen gesellschaftlichen Bedingungen und Möglichkeiten. Das Konzept wurde ebenfalls von Wissenschaftlern des Finnish Institute of Occupational Health (FIOH) aus der Arbeit mit dem ABI entwickelt, als man untersuchte, welche Faktoren der Arbeit und der Person zum Erhalt der Arbeitsfähigkeit beitragen. Es ermittelt, wie der ABI, nicht psychische Belastungen, sondern psychische Beanspruchungen. Soweit verhältnispräventive Maßnahmen aus der Anwendung des Konzepts abgeleitet werden, können sie in das Feld des Arbeitsschutzes, des betrieblichen Gesundheitsmanagements und/oder der Organisationsentwicklung fallen.
Für den Einsatz aller Erhebungsinstrumente im Bereich der Verhaltensprävention wie auch im Bereich der Verhältnisprävention herrscht in Deutschland in Betrieben mit Arbeitnehmervertretungen (Betriebsrat bzw. Personalrat) eine Pflicht zur Mitbestimmung. Dieser Mitbestimmungspflicht kommt eine besondere Bedeutung zu, wenn der ABI als nicht-anonymisierendes Verfahren im Betrieb eingesetzt werden soll.
In den letzten Jahren bildeten sich über das klassische betriebsärztliche ABI-Gespräch hinaus verschiedene Einsatzformen heraus, mit denen die individuelle Arbeitsfähigkeit in Organisationen erhalten und gefördert werden soll, z. B. ABI-Mitarbeiterbefragung und Coaching im Bereich der Arbeitsbewältigung. Die Bundesanstalt für Arbeitsschutz und Arbeitsmedizin (BAuA) hat entsprechende Projektbeschreibungen publiziert. Es gibt die Auffassung, man könne den ABI indirekt zur Verhältnisprävention nutzen, zum Beispiel mit Hilfe von betrieblichen, anonymen Beschäftigtenbefragungen, aus deren zur Verhaltensprävention gewonnenen Ergebnissen dann Maßnahmen der Arbeitsgestaltung abgeleitet werden könnten. In der Toolbox der Bundesanstalt für Arbeitsschutz und Arbeitsmedizin ist der ABI (bzw. WAI) jedoch als „quantitatives Verfahren der Verhaltensprävention“ gekennzeichnet.
Weiterhin hat die BAuA den Work Ability Index (WAI) im Rahmen der „Studie zur Mentalen Gesundheit bei der Arbeit“ (S-MGA) untersucht und weiterentwickelt. Die Untersuchung der Konstruktvalidität des WAI anhand einer repräsentativen Stichprobe von Erwerbstätigen ergab, dass die sieben Indikatoren des WAI einen unterschiedlich starken Einfluss auf die subjektiv erfasste Arbeitsfähigkeit haben. Auf dieser Grundlage hat die BAuA den ursprünglich ungewichteten eindimensionalen Summenindex zu einem gewichteten Index mit den Faktoren „subjektive Arbeitsfähigkeit und Ressourcen“ und „Gesundheitsbedingungen“ weiterentwickelt. Auf ihrer Website stellt die BAuA eine entsprechende Berechnungshilfe, sowie Antworten auf häufig gestellte Fragen (FAQs) zum Work Ability Index und dem o. g. Forschungsprojekt zur Verfügung.
Für die vorgeschriebene Gefährdungsbeurteilung ist der für die Verhaltensprävention vorgesehene ABI nicht geeignet, denn das im Jahr 1996 reformierte Arbeitsschutzrecht hat seinen Fokus auf der Verhältnisprävention. Für den Arbeitsschutz geeignet sind Verfahren, die in der Toolbox der Bundesanstalt für Arbeitsschutz und Arbeitsmedizin als „Verfahren der Verhältnisprävention“ gekennzeichnet sind und das Gütekriterium „Reliabilität und Validität“ erfüllen. Beispielsweise liefern das Instrument zur stressbezogenen Tätigkeitsanalyse (ISTA) und der Copenhagen Psychosocial Questionnaire (COPSOQ) direkt für Gefährdungsbeurteilungen verwertbare Messwerte.